# Chêne de Mendaza
Le Chêne de Mendaza ou Chêne aux Trois Pieds de Mendaza est un des arbres les plus vieux d'Espagne.

## Situation
Dans la chênaie qui se trouve sur les flancs est de la montagne de Dos Hermanas appartenant à la commune de Mendaza, vallée de la Berrueza, Communauté forale de Navarre.

## Description
Il appartient à l’espèce de chêne Quercus ilex (dit Chêne vert ou Yeuse).
- Périmètre : 7,70 m
- Hauteur : 15,50 m
- Tête : 19,20 m

Il a l'intérieur creux et il s'appuie uniquement sur trois points d'où son nom (trois pieds).

## Âge
Il a environ 1 200 ans. Il est considéré comme le second arbre le plus vieux d'Espagne.

## Conservation
Il montre un état excellent et une vitalité, rien de commun parmi les arbres de grand âge, bien qu'il soit ceint par des sangles métalliques, pour éviter le risque d'ouverture.

## Distinctions
- 1991 : Intègre dans le Catalogue des Arbres Monuments de Navarre.
- 2007 : Prix national de l'arbre longévité dans la première édition du prix Arbre et Forêt de l'Année instituée par le Ministère de l'Environnement et l'Association Forêts sans Frontière.

## Visites
On traverse la localité de Mendaza, en montée, et on prend le chemin de l'ermitage de Sainte Coloma. Le chemin traverse une infraction rocheuse qui mène à la face est de la montagne, La Laguna. Le chemin tourne à gauche et immédiatement encore à gauche pour monter à l'ermitage qui domine la montagne des Dos Hermanas. Avant de tourner dans cette dernière courbe, à sa droite, au milieu d'une petite prairie, croît le chêne des Trois Pieds.

## Environ
L'endroit est d'une grande beauté avec une lagune dans une chênaie magnifique qui contient beaucoup d'autres exemplaires qui dépassent les 500 ans.

### Sources
- (es) Cet article est partiellement ou en totalité issu de l’article de Wikipédia en espagnol intitulé « Encina Tres Patas de Mendaza » (voir la liste des auteurs).